# عقاب سیاه (فیلم ۲۰۱۲)
«عقاب سیاه» (انگلیسی: Black Eagle)  یک فیلم درام، اکشن و هوانوردی محصول سال ۲۰۱۲ سینمای کره جنوبی که بر اساس فیلم تحسین شده تاپ گان محصول ۱۹۸۶ ساخته شده است. این فیلم توسط کیم دونگ وون کارگردانی شد و بازسازی فیلم روسری قرمز ساخته شین سانگ-اوک در سال ۱۹۶۴ است. داستان فیلم در مورد یک خلبان با استعداد و در عین حال دردسرساز، نخبه نیروی هوایی است که به یک واحد پرواز رزمی تنزل رتبه داده است. این فیلم در ۱۵ آگوست ۲۰۱۲ منتشر شد. نیروی هوایی جمهوری کره به شدت در تولید فیلم شرکت داشت.

## داستان
از انجام یک نمایش خطرناک در یک برنامه، "تائه هان" خلبان کره جنوبی از تیم ویژه "عقابهای سیاه" اخراج شده و به واحدی جنگی منتقل می‌شود. او به سرعت با خلبان نمونه واحد "چئول های" دچار اختلاف می‌شود. او با خلبانان دیگر واحد دوست شده و عاشق "سه یونگ" مسئول تعمیرات واحد می‌شود...